# Església grecocatòlica ucraïnesa

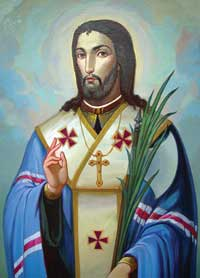
Sant Josafat

L'Església grecocatòlica ucraïnesa (ucraïnès: Українська греко-католицька церква transcrit Ukraïnska hreko-katolitska tserkva) és la més nombrosa de les Esglésies Catòliques Orientals autònomes en plena comunió, sui iuris, amb la Santa Seu de l'Església catòlica. Es va separar de l'obediència romana en 1054, després del Gran Cisma d'Orient, però va ser readmesa en 1596. El primat d'aquesta Església, en unió amb el papa, recau en l'anomenat  Arquebisbe Major de Kíev-Hàlitx i tot Rússia, malgrat que la jerarquia ucraïnesa ha demanat que sigui elevat a patriarca.
Aquesta Església es troba geogràficament molt dispersa, i té 40 eparquies en una dotzena de països de quatre continents, inclosos tres metropolitans més a Polònia, Estats Units i el Canadà.
Les seves llengües litúrgiques habituals són l'anomenat antic eslau eclesiàstic i l'ucraïnès.

## Història

### Origen i cisma

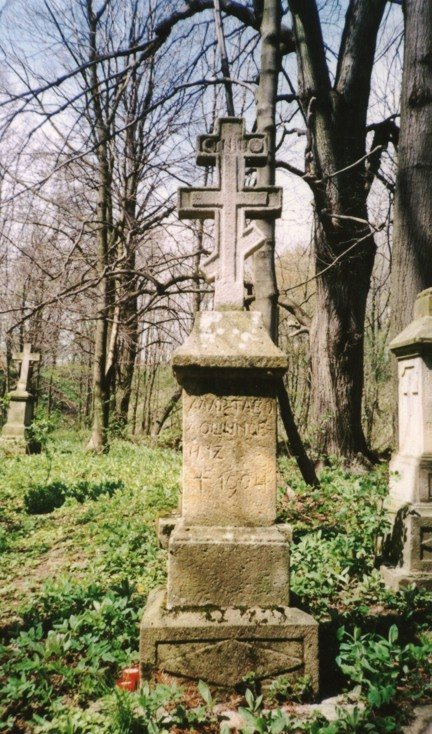
Tomba al cementiri greco-catòlic ucraïnès de Królik Wołoski, Polònia.

Els ucraïnesos van rebre la fe cristiana per mitjà de missioners romans d'Orient i les seves esglésies. Conseqüentment, van estar originalment connectats al Patriarcat de Constantinoble. En 988, el príncep de Kíev, Volodímir Sviatoslàvitx, proclamà la religió cristiana com a religió oficial a totes les terres del territori ucraïnès. Aquest mateix any, pràcticament tot el poble va ser batejat a la vora del riu Dnièper segons el ritu bizantí.
Sota el regnat de Iaroslau el Savi, successor de Vladímir, l'Església de Kíev va continuar la seva expansió: es van construir monestirs, esglésies, escoles, biblioteques, es van traduir llibres del grec, etc. Iroslav també va ordenar que es construís la gran Catedral de Santa Sofia l'any 1037, que es va convertir en el símbol del cristianisme ucraïnès.
Iaroslau va morir en 1054, quan es va produir el cisma entre les Esglésies d'Occident i Orient. Si bé els romans d'Orient van trencar la seva comunió eclesial amb la Seu de Roma, els cristians de Kíev van romandre en unió amb ella.

### Declivi
Després de la mort de Iaroslau va començar una època dificultosa per a l'Església de Kíev. Durant diversos anys la ciutat va sofrir invasions mongoles i musulmanes que van provocar la caiguda de l'Estat de Kíev.
Després de la decadència de Kíev, part de l'Església ortodoxa es va traslladar cap a l'oest, en direcció als territoris del regne de Galítsia i Volínia, per la qual cosa quedaren sota la protecció dels prínceps Volodimiko, Roman, Danilo, Lev, Iuri i altres. D'altra banda, després de la destrucció de Kíev pels mongols en el segle xiii, el Bisbe Metropolità de Kíev es va traslladar a Vladímir en 1299. En 1326, el Metropolità ja s'havia instal·lat a Moscou, i en 1328 va canviar el títol de Metropolità de Kíev pel de Metropolità de Moscou.
Al segle xv el Regne de Galítsia va passar a estar sota el domini dels polonesos i lituans.
En 1439, el metropolita Isidor de Kíev va assistir al Concili de Florència i va acordar una acta d'unió entre catòlics i ortodoxos. Per contra, els moscovites es van negar a unir-se amb Roma. Defensaven que Moscou fos una altra Roma i que l'Església ortodoxa russa fos la mare de totes les Esglésies orientals.
La dissolució de l'Església grecocatòlica als territoris governats per l'Imperi Rus es va donar per acabada el 1875 amb l'abolició de l'eparquia de Kholm.

### Retorn a l'obediència romana

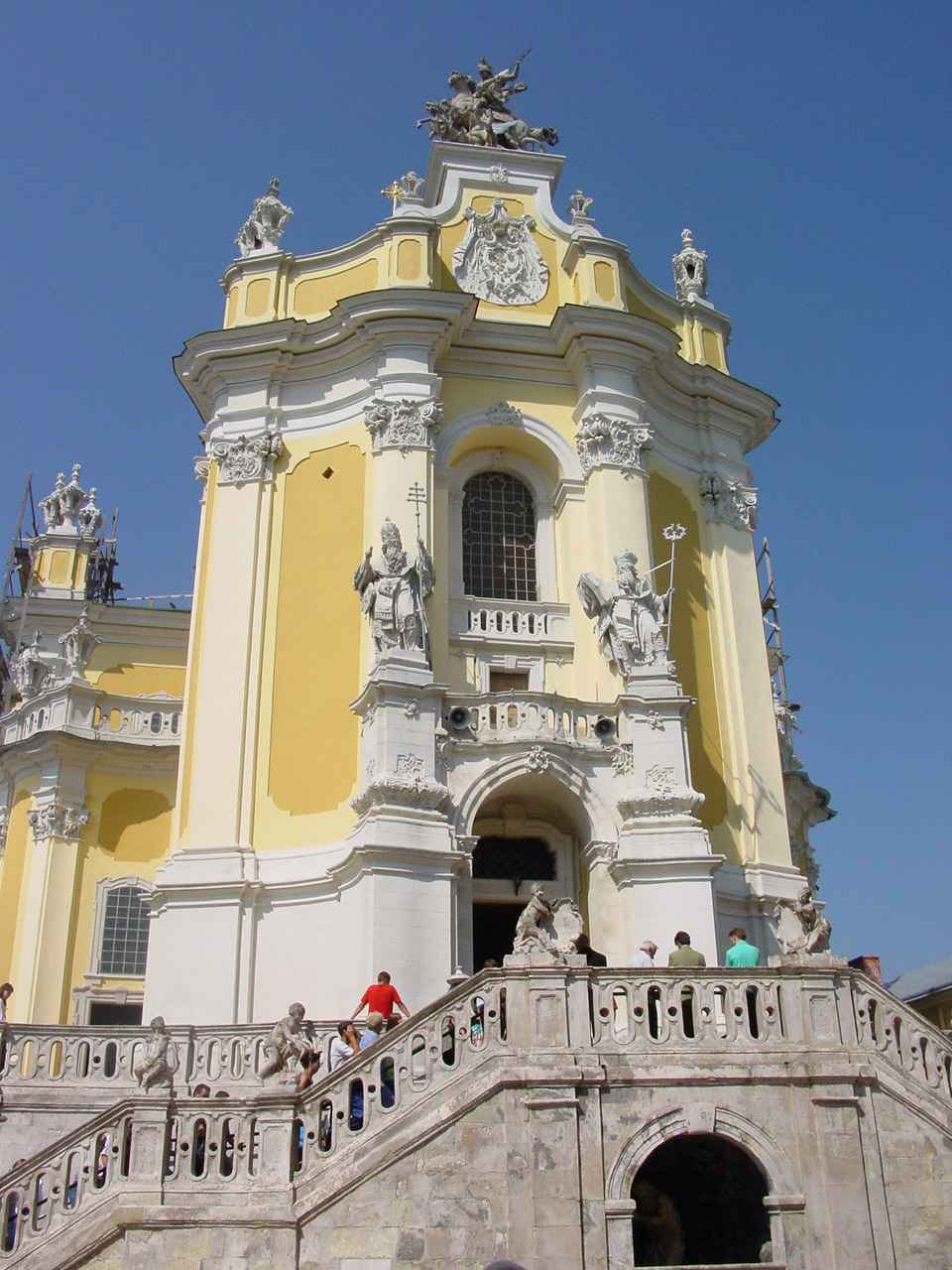
Catedral de Sant Jordi, Lviv.

Durant el segle XVI els bisbes ucraïnesos van decidir buscar un suport oficial i la protecció de Roma. Donat que la infiltració de la propaganda rus-ortodoxa a Ucraïna, era cada vegada més gran, el treball del llatinisme polonès també era enorme i, d'altra banda, naixien noves sectes i el nombre de protestants augmentava.
Aquest desig va ser aconseguit el 1596, quan amb el suport del rei de Polònia, Segimon III Vasa tota la jerarquia eclesiàstica ucraïnesa va concloure la unió amb Roma i van proclamar al Sínode de Brest la "comunió oficial" entre Kíev i Roma.
Al segle xviii, la major part dels territoris d'Ucraïna van caure sota el domini dels tsars de Moscou, i aquests van iniciar una sistemàtica persecució al cristianisme ucraïnès catòlic. Només la part occidental d'Ucraïna, amb Lviv com a capital, que va romandre sota Àustria i després a Polònia, va poder conservar la comunió eclesial amb Roma. Aquesta Església va prosperar sota el carismàtic lideratge del metropolita Andrei Xeptitski, que va ser arquebisbe de Lviv des del 1900 al 1944.
A mesura que la Rússia ortodoxa expandia el seu control sobre Ucraïna, la unió va ser gradualment suprimida. El 1839, el tsar Nicolau I de Rússia va abolir la unió en tot el territori rus. D'aquesta manera, cap a finals del segle xix els grecocatòlics gairebé havien desaparegut.

### Segle XX

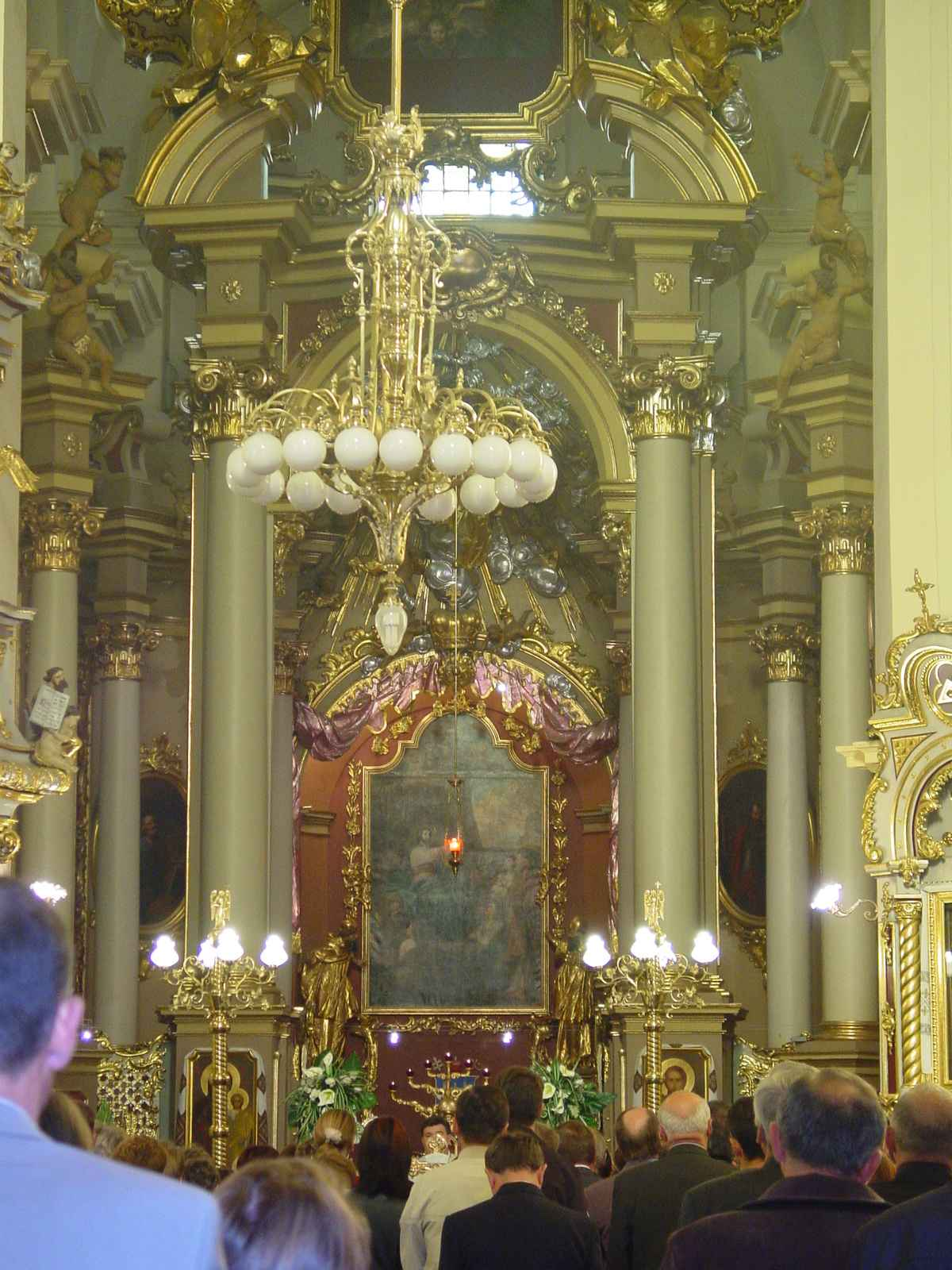
Interior de la Catedral de Sant Jordi a Lviv.

En començar la Segona Guerra Mundial la major part de Galítsia va ser annexada a la Unió Soviètica. La nova administració comunista va actuar decisivament per exterminar l'Església grecocatòlica d'Ucraïna: a l'abril de 1945 tots els seus bisbes van ser arrestats i sentenciats a treballs forçats. El metropolità Iòssif Slipí, cap de l'Església, va ser enviat a presó a Sibèria. No va ser posat en llibertat fins al 1963, per tal de ser enviat a l'exili a Roma. En aquest mateix any li va ser donat el títol d'Arquebisbe Major dels Ucraïnesos de Lviv, i el 1965 va ser ordenat cardenal. Va morir el 1984.
El 1989, ja a les acaballes del comunisme, als greco-catòlics ucraïnesos se'ls va concedir el dret de registrar-se davant el Govern. Amb el suport de les autoritats locals, els ucraïnesos catòlics gradualment van prendre possessió de les seves antigues parròquies. Tot això va ser el preludi d'un fort ressorgiment del catolicisme a la regió.
El 1991 el cardenal Miroslav Ivan Lubatxivski, cap exiliat de l'Església ucraïnesa, va ser habilitat a sortir de Roma i prendre residència a Lviv. A 1992, els bisbes grecocatòlics ucraïnesos de tot el món van ser convocats per a un sínode a la mateixa ciutat per primera vegada en diverses dècades, i aquest mateix any les restes del cardenal Iòssif Slipí van ser traslladades des de Roma a Lviv, on van ser sepultades prop del metropolità Andrei Xeptitski. Al juliol del 1993 es van crear quatre diòcesis noves.

### Actualitat
Després del restabliment d'aquesta Església a Ucraïna, el sínode de bisbes es reuneix regularment. El Primer Concili General dels Ucraïnesos grecocatòlics es va celebrar a Lviv a l'octubre de 1996. A causa de la mala salut del cardenal Lubatxivski, monsenyor Lubomir Hússar va ser nomenat Administrador de l'Església ucraïnesa grecocatòlica .
El 14 de desembre de l'any 2000 va morir el cardenal Lubatxivski i va ser nomenat com el seu successor Lubomir Hússar, que posteriorment va ser nomenat cardenal.
El juny del 2001, el papa Joan Pau II va realitzar una visita pastoral a Ucraïna per invitació del president i els bisbes grecocatòlics i llatins. Els llocs principals de la visita van ser Kíev, la capital nacional, i Lviv. En la seva visita a Ucraïna, el papa va celebrar la beatificació de 27 màrtirs i 3 serfs de Déu i va beneir de la nova Universitat Catòlica d'Ucraïna.
Actualment, aquesta Església compta amb 3.240 comunitats parroquials, 78 monestirs, 755 escoles dominicals, 12 institucions educatives, 2721 esglésies (i s'estan construint 306 més), 16 bisbes, 1976 sacerdots, 590 monjos, 729 monges i 1.298 seminaristes.

## Jurisdiccions

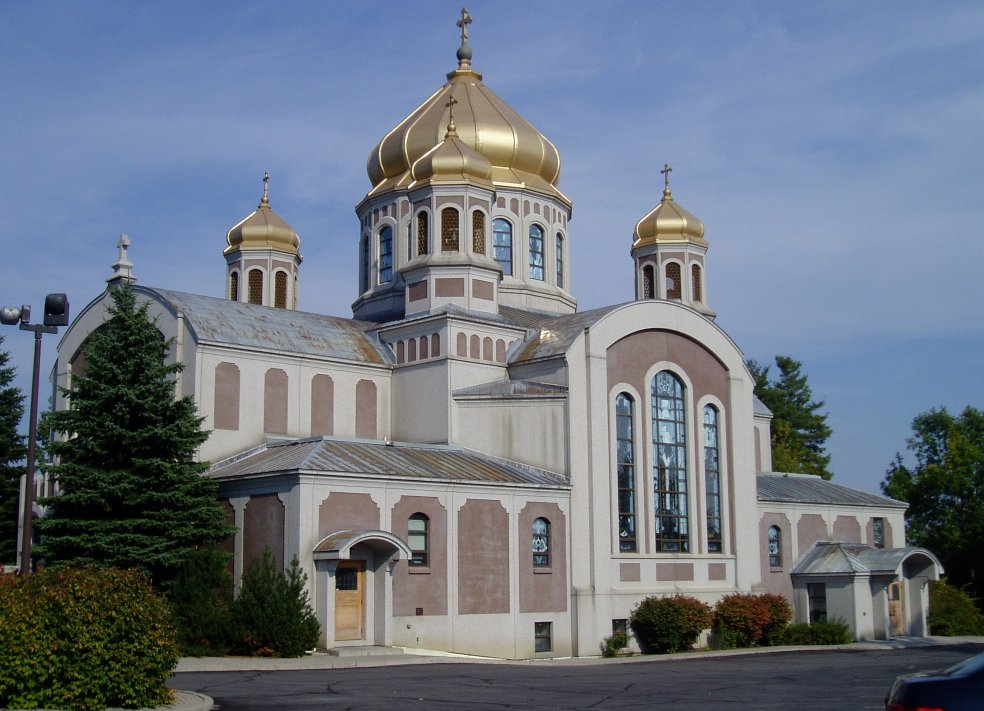
Església de Sant Joan Baptista d'Ottawa, Canadà, d'obediència greco-catòlica ucraïnesa.

- Arqueparca Major de Kíev - Galítsia i Tot Rússia (a Ucraïna), de qui depenen els exarcats arquebisbals de: 
  - Crimea
  - Donetsk
  - Khàrkiv
  - Odessa
  - Lutsk

- Arqueparquies metropolitanes: 
  - Kíev - Víxhorod (és també visitador apostòlic al Kazakhstan i l'Àsia central). Unida a la arqueparquia major de Kíev - Hàlitx. Té com a sufragànies a les eparquies
    - Arqueparquía de Lviv (Ucraïna)
    - Butxatx (a Ucraïna)
    - Ivano-Frankivsk (a Ucraïna)
    - Kolomia - Txernivtsí (a Ucraïna)
    - Sambir - Drohobitx (a Ucraïna)
    - Sokal - Jovkva (a Ucraïna)
    - Stril (a Ucraïna)
    - Ternòpil - Zboriv (a Ucraïna)

  - Curitiba (a Brasil) que té com a sufragània l'eparquia de: 
    - Immaculada Concepció a Prudentòpolis (al Brasil)

  - Filadèlfia (als Estats Units) que té com a sufragànies a les eparquías de: 
    - Sant Josafat a Parma (en els Estats Units)
    - Sant Nicolau a Chicago (Estats Units)
    - Stamford (Estats Units)

  - Przemyśl - Varsòvia (a Polònia) que té com a sufragània l'eparquia de: 
    - Wrocław - Gdańsk (a Polònia)

  - Winnipeg (al Canadà) que té com a sufragànies les eparquies de: 
    - Edmonton (al Canadà)
    - Nova Westminster (al Canadà)
    - Saskatoon (al Canadà)
    - Toronto (al Canadà)

- Eparquies:

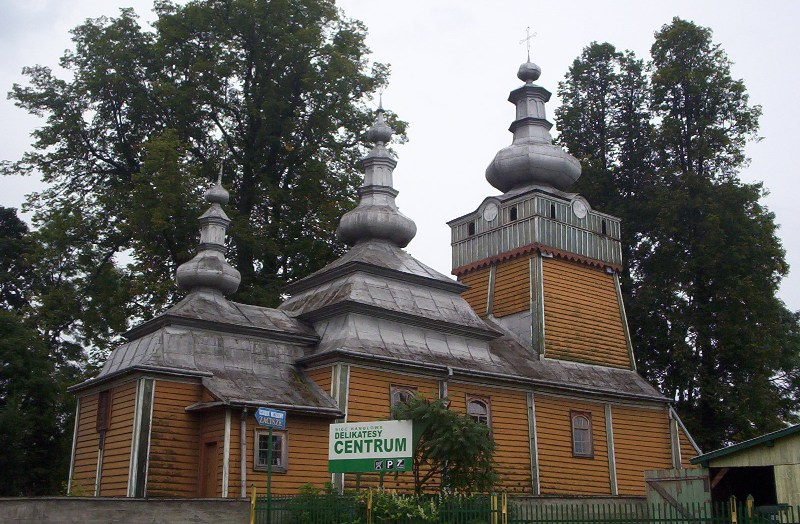
Església de fusta de Wysowa (Beskid Niski, Polònia). Anteriorment pertanyent a l'Església grecocatòlica ucraïnesa, actualment sota l'Església ortodoxa.

  - Sant Pere i Sant Pau a Melbourne (a Austràlia, Nova Zelanda i Oceania) sufragània de l'arquebisbat metropolità llatí de Melbourne
  - Santa Maria del Patrocini a Buenos Aires (a l'Argentina) sufragània de l'arquebisbat metropolità llatí de Buenos Aires
  - Sagrada Família a Londres (Gran Bretanya).
  - Sant Vladimir el Gran de París (França).

- Exarcats apostòlics: 
  - Alemanya i Escandinàvia (a Alemanya, Finlàndia, Suècia i Noruega)

- Seus titulars: 
  - Kàmianets

- Ordes religiosos: 
  - Orde Basilià de Sant Josafat
  - Monjos Estudites Ucraïnesos

El 14 de gener de 2013 el papa va designar un visitador apostòlic per atendre els fidels ucraïnesos de l'Uruguai, Paraguai, Xile i Veneçuela.

## Primats

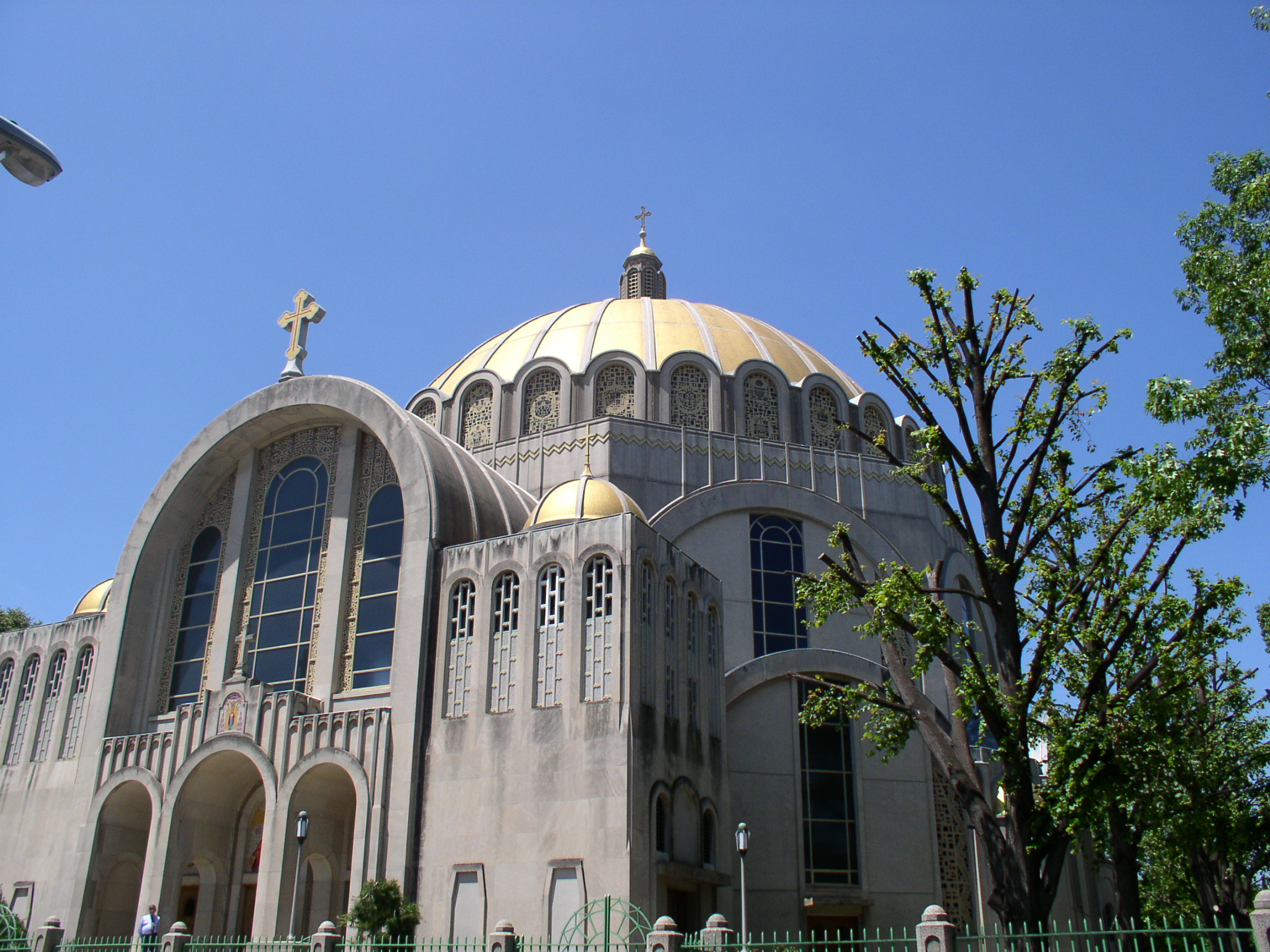
Catedral de ritu grecocatòlic ucraïnès de la Immaculada Concepció, Filadèlfia, Estats Units.

Metropolitans de Kíev (1596-1838)
- Mikhailo Rohoza (1596-1599)
- Ipatii Potii (1600-1613)
- Iòssif VeliamIn Rutski (1613-1637)
- Rafakhil Korsak (1637-1640)
- Antin Sielava (1641-1655)
- Havrïil Kolenda (1666-1674)
- KIprian Zotxovskikh (1674-1693)
- Lev Szlubic-Zalenskikh (1694-1708)
- Iurikh Vinnickikh (1708-1713)
- Lev Luka Kiszka (1714-1729)
- Atanasi Xepticki (1729-1746)
- Florian Hrebnicki (1748-1762)
- Feliks Filipp Volodkòvitx (1762-1778)
- Ludovik Lev Xeptitski (1778-1779)
- Iason Smogorkhevski (1780-1786)
- Teodor Rostotski (1787 - 1805)
- Irakli Lissovski (1808 - 1809)
- Hrihori Kokhànovitx (1809 - 1814)
- Iosafat Bulhak (1818 - 1838)

Metropolitans de Lviv (1838-1984)
- Mikhakhlo Levitski (1838 - 1858)
- Hrihori Iakhímovitx (1859 - 1866)
- Spiridon Litvinòvitx (1866 - 1869)
- Iòssif Sembratòvitx (1870 - 1882)
- Sivester Sembratòvitx (1882 - 1898)
- Iulian Sas-Kuilovski (1899 - 1900)
- Andrei Xeptitski (1900 - 1944)
- Iòssif Slipí (1944 - 1984)

Arquebisbes Majors de Lviv (1984-2005)
- MIroslav Ivan Lubatxivski (1984 - 2000)
- Lubomir Hussar (2000 - 2005)

Arquebisbes Majors de Kíev-Galícia (2005-)
- Lubomir Husar (2005 - 2011)
- Sviatoslav Xevtxuk (2011-)